# مقاطعة جاكسون (جورجيا)
مقاطعة جاكسون (بالإنجليزية: Jackson County)‏ هي إحدى المقاطعات في ولاية جورجيا في الولايات المتحدة الأمريكية.